# Radmila Manojlović

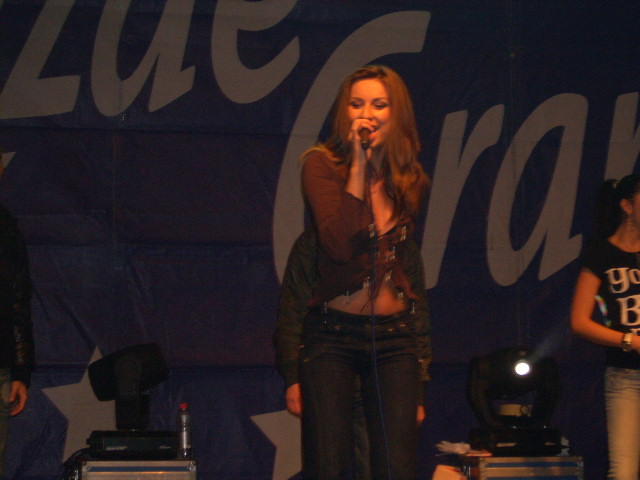
Radmila Manojlović

Radmila „Rada“ Manojlović (serbisch-kyrillisch Радмила Манојловић; * 25. August 1985 in Požarevac, Jugoslawien) ist eine serbische Folk-Sängerin.

## Leben und Karriere
Aufgewachsen in dem Dorf Četereže, begann sie in Clubs, bei Taufen und auf Hochzeiten in ganz Serbien zu singen, um Geld für ihre Familie zu verdienen, die in finanziellen Schwierigkeiten war.
Im Jahr 2004 kam sie bei der serbischen Castingshow Zvezde Granda bis ins Halbfinale. 2007 machte sie nochmal mit und erreichte diesmal den zweiten Platz. Die zwölf Halbfinalisten und Finalisten von Zvezde Granda brachten ein Album raus auf dem auch Rada mit zwei Songs zu hören war. Nikada Vise (deutsch: Niemals wieder) und Bole ove usne neverne (deutsch: Diese untreuen Lippen tun so weh) wurden ein Hit und Rada zu einer der beliebtesten Folk-Pop Sängerinnen auf dem Balkan. Nikada Vise wurde zum Song des Jahres 2007 erklärt. 2009 und 2010 gewann sie zahlreiche Preise, unter anderem als Beste Folksängerin und für ihre Songs Deset Ispod Nule und Mesaj Mala (mit Saša Matić als Bestes Duett).
Neben ihrer musikalischen Karriere studiert Manojlović Wirtschaft in Kragujevac.

## Diskografie

### Alben
- 2009: Deset ispod Nule
- 2011: Marakana

### Live-Alben
- 2023: Kafansko vece

### Singles (Auswahl)
- 2007: Nikada Više
- 2009: Deset Ispod Nule
- 2009: Rođendan
- 2009: Bolje je ona nego ja
- 2009: Zagrli Me I Oprosti Mi
- 2010: Mešaj Mala (mit Saša Matić)
- 2011: Marakana
- 2011: S Mora Na Planine
- 2011: Nije Meni
- 2011: Moje Milo
- 2013: Nema te (mit Cvija)
- 2015: Alkotest
- 2015: Glatko
- 2017: Dva Promila (mit DJ Shone)
- 2018: Lavlje Krzno (mit Leon)
- 2019: Svadba (mit Emir Đulović)